# Hermann Struve
Karl Hermann Struve (3 octobre 1854 – 12 août 1920) est un astronome allemand né dans l'Empire russe, membre de la célèbre famille d'astronomes Struve. En russe son nom est parfois orthographié German Ottovitch Struve (Герман Оттович Струве) ou German Ottonovitch Struve (Герман Оттонович Струве). Cependant, il passe l'essentiel de la seconde partie de sa carrière en Allemagne.

## Biographie
Il est moins connu que son célèbre grand-père Friedrich Georg Wilhelm von Struve, son père Otto Wilhelm von Struve ou encore son neveu Otto Struve. Il est le frère de Ludwig Struve. Contrairement aux autres membres de sa famille, il retourne de Russie en Allemagne et y passe l'essentiel de sa carrière.
Il obtient son Ph.D. à l'université de Tartu (maintenant en Estonie) en 1882 et rejoint l'équipe de l'observatoire de Poulkovo, en étudiant entre autres les satellites de Saturne. Il succède à son père Otto Wilhelm von Struve comme astronome principal en 1890. Cependant en 1895, il démissionne et retourne en Allemagne, devenant directeur de l'observatoire de Königsberg. De 1904 jusqu'à sa mort, il est directeur de l'observatoire de Berlin-Babelsberg.
Il reçoit la médaille d'or de la Royal Astronomical Society en 1903.
L'astéroïde (768) Struveana est nommé en son honneur ainsi qu'en celui d'Otto Wilhelm von Struve et de Friedrich Georg Wilhelm von Struve.